# Olivier Ducastel
Olivier Ducastel (Lione, 23 febbraio 1962) è un regista, sceneggiatore e fonico francese, che lavora per lo più a quattro mani con l'amico regista Jacques Martineau.
Fino ad oggi, i due hanno creato e diretto cinque film insieme.

## Biografia
Dopo aver passato l'adolescenza a Rouen, Olivier si trasferì a Parigi per studiare cinema e teatro all'Università della Nuova Sorbona. Nel 1988 diresse una breve commedia musicale, Le Goût de plaire, seguita nello stesso anno da una collaborazione come assistente di Jacques Demy, nel film Trois places pour le 26. Questo è stato l'ultimo film di Demy prima della sua morte, avvenuta nel 1990. Per tutti i primi anni '90, Ducastel ha lavorato come fonico in diversi film.
Olivier incontrò Jacques Martineau nel 1995, e i due dopo aver sviluppato un'amicizia personale, diedero avvio ad una proficua carriera professionale insieme. La loro prima collaborazione, Jeanne et le Garçon formidable, (una commedia musicale ispirata ai film di Demy, basata sul tema dell'HIV/AIDS e con la partecipazione di Virginie Ledoyen e Mathieu Demy, quest'ultimo figlio del defunto regista), fu pubblicata nel 1998. Da allora i due hanno diretto altri quattro film a tema gay, di cui l'ultimo è l'ambiguo Nés en 68, della durata di quasi tre ore, con protagonisti Laetitia Casta e Yannick Renier.

## Filmografia

### Regista
- Le Goût de plaire (1988) - cortometraggio
- Jeanne et le Garçon formidable (1998)
- La strada di Félix (Drôle de Félix) (2000)
- Ma vraie vie à Rouen (2002)
- Questa casa non è un albergo (Crustacés et coquillages) (2005)
- Nés en 68[1] (2008)
- L'arbre et la forêt (2010)
- Théo et Hugo dans le même bateau (2016)
- Haut perchés (2019)